# Martin Stenzel
Martin Stenzel (Lądek-Zdrój, Polonia, 18 de julio de 1946) es un deportista alemán que compitió para la RFA en ciclismo en la modalidad de pista. Ganó una medalla de plata en el Campeonato Mundial de Ciclismo en Pista de 1966, en la prueba de tándem.
Participó en los Juegos Olímpicos de México 1968, ocupando el quinto lugar en la disciplina de tándem.

## Medallero internacional
| Campeonato Mundial | Campeonato Mundial | Campeonato Mundial | Campeonato Mundial |
| Año                | Lugar              | Medalla            | Competición        |
| ------------------ | ------------------ | ------------------ | ------------------ |
| 1966               | Fráncfort (RFA)    | Medalla de plata   | Tándem (A)         |